# Gränichen
Gränichen é uma comuna da Suíça, no Cantão Argóvia, com cerca de 6.366 habitantes. Estende-se por uma área de 17,21 km², de densidade populacional de 370 hab/km². Confina com as seguintes comunas: Hunzenschwil, Muhen, Oberentfelden, Schafisheim, Seon, Suhr, Teufenthal, Unterkulm. 
A língua oficial nesta comuna é o Alemão.